# アルスの巨獣
『アルスの巨獣』（アルスのきょじゅう）は、DMM.comおよび旭プロダクション企画による日本のテレビアニメ。2022年9月27日に制作が発表され、2023年1月から3月まで毎日放送・TBS系列『スーパーアニメイズム』枠ほかにて放送された。国外でも展開され、センタイ・フィルムワークスがアジア域外でのライセンスを受けている。

## あらすじ
世界には様々な種族に分かれた人類と、人類を遥かに上回る巨体と力を持つ巨獣が蔓延っていた。人類は巨獣を狩る武器や技術を生み出し、倒した巨獣を解体してその中身を利用しながら、高度な飛行技術がある一方で遠隔通信手段は無いといった、いびつに発展した世界で繁栄していた。
帝国の要塞から脱走した少女クウミは、港町でミャアという商人と、ジイロという巨獣狩人に出会う。
町が巨獣に襲われクウミが命の危機を感じたその時、彼女の体が光り輝いた。その光に見覚えがあったジイロはクウミの額にキスをする。それはカンナギとナギモリの契約の儀式だった。燻れていたジイロは強大な力を発揮し、巨獣を容易に屠る。
その勝利は世界を変える旅の始まりでもあった。

## 登場人物
クウミ
声 - 羊宮妃那
主人公。元は名前のない奴隷の少女で、自身の生い立ちも世間の常識も、自分の力の制御の方法も、自ら放つ瘴気も、カンナギやナギモリ、巨獣のことも何も知らない。
喰い物の美味い不味いと、巨獣の弱点だけは分かる。
帝国の要塞で何らかの研究の実験体にされて、実験体同士で殺し合いなどもさせられていたが脱走。帝国からは「22番」と呼ばれており、自身も「二十と二番目のクウミ」と名乗る。ジイロとの出会いで自分がカンナギと呼ばれる存在である事を知り、ミャアも含めた3人で旅を始める。
食欲旺盛で、とにかく能く食べる。彼女を養うには、通常の3倍の買い出しが必要。
扉を蹴破り脱走する、数十メートルはあると思われる崖から海へ飛び込んでも平気、遠泳をした後で八艘跳びをこなすなど、運動能力はかなり高い。
ジイロ
声 - 森川智之
流れ者の巨獣狩人。自称「死に損ないのジイロ」。
ぶっきらぼうだが根は優しい(らしい)。
かつては「雷のジイロ」と呼ばれた凄腕のナギモリだったが、五年前、極地探索エリアでパートナーのカンナギ、トオカを失って以来、酒に溺れ落ちぶれていた。しかしクウミとの出会いを切っ掛けに復活。状況に流されながらも帝国と戦う道を選ぶ。
最愛のカンナギ、トオカとの大事な繋がりである槍を盗まれても、なかなか気づかない所から鈍感なところが目立つ。無精髭が生えたりなくなったりする器用者。クウミ曰く、あったかいいい匂いがするらしい。
ミャア
声 - 芹澤優
「猫被りのミャア」と名乗る。猫型の帽子の様なものを被っている、カブリモノという種族の少女。
一般には「カブリ」とも呼ばれ、独自の言語体系を持つ。
カブリモノは各集落に居付き、未知の来客との交渉役に就く者も多い。
同種族は「かぶりもの」、声、語尾以外には差異が見当たらない、見分けられないのが特徴。
彼女は行商人として世界中を旅しており、豊富な知識を持ち合わせている。
クウミの瘴気にも動じない度胸を持つ。
自身が商品として携えていた「それを嵌めた者はアルスの救世主になる」という約束の指輪がクウミを選んだ事に興味を持ち、彼女と行動を共にする。
メラン
声 - 峯田大夢
「はやとちりのメラン」の異名を持つ。命を救われた恩返しにジイロ達についていき、彼に弟子入りしている。
ロマーナ
声 - 日笠陽子
「七草のロマーナ」を名乗る。医療系に携わる女性。カンナギを戦いの道具として扱うナギモリに不信感を持つ。ジイロに捕まっていると思っていたクウミを助けようとするなど正義感が強い。職業柄、自分の指を大事にしており、雑用をしたがらない所がある。
ツルギ
声 - 瀬戸麻沙美
帝国の将軍。
シャルト
声 - 倉持若菜
ファザード
声 - 竹内良太
ジイロのかつての戦友。
トオカ
声 - 青耶木まゆ
ジイロの元パートナーのカンナギ。物語開始時点ですでに故人。五年前、極地探索エリアで落命。
ゼン
声 - 緒方賢一
「凍てつく冬のゼン」と呼ばれる。
メラン達の村に立ち寄った折に、武芸の指南をしていた。
第一話冒頭のナギモリは、彼の若い頃(本ストーリーの30年前)と思われる。
ジイロを「若いが悪く無い」と評す。
メザミ
声 - 田丸篤志
帝国所属。実験体に関連する「研究所」の指揮官。
ジイロをナギモリと見抜き、スカウトするも袖にされる。
部下の死に対し、恩給が出るよう取り計らう温情も持っている様子。
何かしらの薬物に依存している。
バクラ
声 - 菅生隆之
クウミ
声 - 渡辺明乃
「男勝りのクウミ」を名乗る。
凍てつく冬のゼンと繋がりあり、通りすがりの、初対面のはずのジイロにナギモリの実を提供する、もう現場には出たくない旨を発言するなど、色々事情通らしい。
過去は誰かに似たスタイルであったらしい。
ババン
声 - 島田岳洋
ババン妻
声 - 中原麻衣
クリュネス
声 - 水中雅章
モリビトの村の住人。
ゴウザ
声 - 清川元夢
クウミの力を恐れ、ジイロ達を拘束する。
グウン
声 - 乃村健次
帝国の兵士。自分の立場の悪さや処罰を素直に考える性格。
キリス
声 - 渡井奏斗
巻き込まれ型一般兵。帝国軍の待遇と収入に不満を持っている。
実は新婚。

## スタッフ
- 監督 - オグロアキラ[15]
- キャラクター原案 - 大槍葦人[15]
- シリーズ構成・脚本 - 海法紀光[15]
- キャラクターデザイン - 清水洋、加藤真人[15]
- 総作画監督 - 加藤真人
- メカデザイン - 松本秀幸
- プロップデザイン - 久保川絵梨子、浅沼信也
- 美術監督 - 外谷恵美[15]
- 色彩設計 - 田中美穂[15]
- 美術設定 - 外谷勝、スタジオ モグランド
- 撮影監督 - 山田和宏、佐藤哲平
- 3Dディレクター - 佐々木俊宏
- 編集 - 本田優規[15]
- 音響監督 - 田中亮[15]
- 音楽 - 片山修志、鈴木暁也[15]
- 音響制作 - ビットグルーヴプロモーション[15]
- 企画 - DMM.com、旭プロダクション
- project ARS - オグロアキラ、海宝紀光、大槍葦人、DMM.com、旭プロダクション
- 製作 - 鶴田直一、張聖晏、高揚帆（YUI）、葛仰騫、ジョン・レッドフォード、松原勝彦
- プロデューサー - 松本拓也、仙石丈晴、曹聡、岩上透、亀井博司、福井詔雄
- エグゼクティブプロデューサー - 町隆幸、亢越、ジョン・レッドフォード
- アニメーションプロデューサー - 河内山隆、今尾圭吾
- アニメーション制作 - 旭プロダクション[15]
- 製作 - アルスの巨獣製作委員会（DMM.com、bilibili、NetEase Games、SENTAI、MBS、ビットグルーヴプロモーション）
- ©DMM.com・旭プロダクション／アルスの巨獣製作委員会

## 主題歌
「変幻自在」
PENGUIN RESEARCHによるオープニングテーマ。作詞・作曲は堀江晶太、編曲は堀江晶太、PENGUIN RESEARCH、レーベルはSACRA MUSIC、主題歌協力は大浜拓哉（ソニー・ミュージックエンタテインメント）。
「名もない花」
遥海によるエンディングテーマ。作詞・作曲はMALIYA、編曲はIsland State Music、小川翔、レーベルはAriola Japan。

## 各話リスト
| 話数     | サブタイトル       | 絵コンテ                              | 演出              | 作画監督                                                                      | 初放送日      |
| -------- | ------------------ | ------------------------------------- | ----------------- | ----------------------------------------------------------------------------- | ------------- |
| 第一話   | はじまりの約束     | オグロアキラ                          | 鈴木理人          | 佐藤惠美 森あおい 大滝那佳 大野勉 橋本航平                                    | 2023年 1月7日 |
| 第二話   | 契約の儀式         | オグロアキラ                          | 大塚隆寛          | 富山大輔 藤井文乃 久保山陽子 ほしのたね 岩佐とも子                            | 1月14日       |
| 第三話   | 霖雨の里           | 上田繁                                | 上田繁            | 島崎克実 南伸一郎 大野勉 松下純子 泉坂つかさ 飯飼一幸 セブンシーズ            | 1月21日       |
| 第四話   | 彷徨う槍           | 青山弘                                | 石山タカ明        | 久保山陽子 岩佐とも子 森あおい 佐藤惠美 藤井文乃 富山大輔 ほしのたね 南伸一郎 | 1月28日       |
| 第五話   | 力比べ             | オグロアキラ                          | 飯村正之          | 島崎克実 南伸一郎 大野勉 飯飼一幸 桜井木の実                                  | 2月4日        |
| 第六話   | 逃れられぬ影       | 鈴木理人 森あおい                     | 鈴木理人 森あおい | 佐藤惠美 森あおい 橋本航平 大滝那佳 セブンシーズ                              | 2月11日       |
| 第七話   | ムラサキは角の記憶 | オグロアキラ                          | 大塚隆寛          | 岩佐とも子 藤井文乃 久保山陽子 富山大輔 ほしのたね                            | 2月18日       |
| 第八話   | 同一性の証明       | オグロアキラ                          | 上田繁            | 大野勉 飯飼一幸 南伸一郎 島崎克実 高乗陽子 藤井文乃                           | 2月25日       |
| 第九話   | 士と医             | 鈴木理人 森あおい 井津宏典 山﨑理璃花 | 石山タカ明        | 久保山陽子 ほしのたね 泉坂つかさ 富山大輔 藤井文乃                            | 3月4日        |
| 第十話   | 守り人の使者       | オグロアキラ                          | 飯村正之          | 大野勉 飯飼一幸 南伸一郎 島崎克実 高乗陽子 桜井木ノ実 藤井文乃 ほしのたね     | 3月11日       |
| 第十一話 | 泡沫の華           | 鈴木理人 森あおい                     | 鈴木理人          | 佐藤惠美 高乗陽子 藤井文乃 久保山陽子 ほしのたね 富山大輔 橋本航平 飯飼一幸   | 3月18日       |
| 第十二話 | 指輪の審判         | オグロアキラ                          | 大塚隆寛          | オグロアキラ                                                                  | 3月25日       |

## 放送局
| 放送期間                | 放送時間                     | 放送局                                 | 対象地域 | 備考                                                   |
| ----------------------- | ---------------------------- | -------------------------------------- | -------- | ------------------------------------------------------ |
| 2023年1月7日 - 3月25日  | 土曜 1:25 - 1:55（金曜深夜） | 毎日放送（製作参加） ほかTBS系列全28局 | 日本国内 | 字幕放送 / 連動データ放送 / 『スーパーアニメイズム』枠 |
| 2023年1月9日 - 3月27日  | 月曜 23:30 - 火曜 0:00       | AT-X                                   | 日本全域 | CS放送 / リピート放送あり                              |
| 2023年1月11日 - 3月29日 | 水曜 0:00 - 0:30（火曜深夜） | BS日テレ                               | 日本全域 | BS/BS4K放送 / 『アニメにむちゅ〜』枠                   |

| 配信開始日    | 配信時間                   | 配信サイト |
| ------------- | -------------------------- | --- |
| 2023年1月7日  | 土曜 2:00（金曜深夜） 更新 | DMM TV |
| 2023年1月12日 | 木曜 2:00（水曜深夜） 更新 | dアニメストア ABEMA U-NEXT アニメ放題 バンダイチャンネル Hulu FOD WOWOWオンデマンド Amazon Prime Video ニコニコチャンネル MBS動画イズム GYAO! Tver ビデオマーケット music.jp GYAO!ストア クランクイン!ビデオ |
|               | 木曜 12:00 更新            | HAPPY!動画 |
|               | 木曜 23:30 - 金曜 0:00     | ニコニコ生放送 |
| 2023年1月13日 | 金曜 0:00（木曜深夜） 更新 | TELASA J:COMオンデマンド milplus auスマートパスプレミアム |

## Blu-ray
| 巻 | 発売日        | 収録話         | 規格品番  |
| -- | ------------- | -------------- | --------- |
| 上 | 2023年5月31日 | 第1話 - 第6話  | DMPXA-314 |
| 下 | 2023年6月28日 | 第7話 - 第12話 | DMPXA-315 |

## 漫画
アニメのコミカライズが「COMIC熱帯」（光文社）にて、2023年1月27日から2024年5月24日まで連載された。漫画は伊藤寿規が担当。
- 伊藤寿規（漫画） / DMM.com、旭プロダクション（原作） 『アルスの巨獣』 光文社〈熱帯COMICS〉、全3巻
  1. 2023年8月18日発売[20][21]、ISBN 978-4-334-10028-5
  2. 2024年9月26日発売[22]、ISBN 978-4-334-10438-2
  3. 2024年9月26日発売[23]、ISBN 978-4-334-10439-9